# نور الدين العلوي
نور الدين بن عمر العلوي (3 فبراير 1946)، هو كاتب وروائي تونسي واستاذ علم الاجتماع بكلية العلوم الإنسانية من مواليد مدينة قابس. صدرت أول رواية له في عام 1998 بعنوان «ريح الأيام العادية». فاز بجائزة الكومار الذهبي للرواية المكتوبة بالعربية مرتين عن رواية «مخلاة السراب» (النص البكر) لعام 2001 وعن رواية «تفاصيل صغيرة» لعام 2010.

## السيرة الذاتية
نشأ نور الدين العلوي في مدينة الحامة في محافظة قابس، حصل على الباكالوريا عام 1983، على الاستاذية في علم الاجتماع من كلية الاداب والعلوم الإنسانية، وعلى شهادتي ماجستير في علم الاجتماع وفي الخدمة الاجتماعية، والدكتوراه في علم الاجتماع الحقوق من الجامعة التونسية عام 2004. عمل كخبير في التامين الاجتماعي لمدة 13 سنة بمؤسسة الصندوق الوطني للضمان الاجتماعي، ثم متفقد داخلي ومكون اجتماعي في تخصصات الضمان الاجتماعي. عمل بالجامعة كمساعد للتعليم العالي بمعهد المسرح والموسيقي لمدة ثلاث سنوات، ثم عمل كاستاذ مساعد في تاريخ علم الاجتماع وفي ابتسمولوجيا العلوم الاجتماعية وفي المناهح الكيفية وفي علم اجتماع الأدب والمسرح والسينما بكلية العلوم الإنسانية والاجتماعية بتونس. اشرف على أبحاث الماجستير. يشتغل بالترجمة من اللغة الفرنسية إلى اللغة العربية حيث ترجم لجون جاك روسو وألكسيس دو توكفيل وبيير بورديو ومنذر كيلاني، ويعمل بالإعلام، ويكتب المقالات السياسية. متزوج وأب لولد وبنت.

## الكتب

### التأليف
- ريح الأيام العادية، دار سيراس للنشر، (ردمك 9973193601، وردمك 9789973193605)، 1998.[5] - طبعة ثانية: دار مومنت، لندن، 2013.

- مخلاة السراب، المركز الثقافي العربي، بيروت، 2001.[6] - ترجمت للفرنسية من قبل الاب جون فونتان، ونشرتها المركز الوطني للترجمة بتونس، 2010.

- المستلبس، دار الجنوب للنشر (سلسلة عيون المعاصرة)، (ردمك 9973844408، وردمك 9789973844408)، 2005.[7]

- تفاصيل صغيرة، دار الجنوب للنشر (سلسلة عيون المعاصرة)، 299 صفحة، (ردمك 9789973844811، وردمك 9973844815)، 2010.[8]
- في بلاد الحد الادنى، دار سحر للنشر، (ردمك 9789973282958، وردمك 9973282957)، 2010.[9]

- الفقرة الحرام، دار المتوسطية للنشر، 182 صفحة، (ردمك 9789938864403، وردمك 9938864406)، 2015.[10]
- مسافات قصيرة (مجموعة قصصية)، دار المتوسطية للنشر، 208 صفحة، (ردمك 9789938864281، وردمك 9938864287)، 2015.[11]
- دم الإخوة (دراسة نقدية)، دار المتوسطية للنشر، 232 صفحة، (ردمك 9789938864410، وردمك 9938864414)، 2015.[12]
- جحر الضب، دار الجنوب، 262 صفحة، (ردمك 9789938011098، وردمك 9938011098)، 2017.[13][14]

### الترجمة
- أصل التفاوت بين الناس لجان جاك روسو، نشر في طبعات متتالية بتونس، 2005.
- رسالة في العلوم والفنون لجون جاك روسو نشر بمصر، 2013.
- حول العوز في المجتمع الرأسمالي لألكسيس دو توكفيل، نشر بتونس، 2004.
- اختلاق الآخر (كتاب في الانتروبولوجيا الثقافية) لمنذر كيلاني، 2015.[15]

## الجوائز
- حاز على جائزة الكومار الذهبي لعام 2010 عن رواية «تفاصيل صغيرة».[16]
- حاز على جائزة الكومار الذهبي لعام 2001 عن رواية «مخلاة السراب» (النص البكر).